# ダンジョン&マジック
『ダンジョン&マジック Swords Of Element』は1989年11月10日にナツメが発売したファミリーコンピュータ用ロールプレイングゲーム。

## 概要
3Dフィールドであり町の中、ワールドマップ、ダンジョン内での移動、モンスターとの戦闘が全てリアルタイムで行われる。戦闘はアイコンで武器を選択する形式で、ヤームのHPが0になるとゲームオーバーとなり、最後にセーブした宿屋に戻されるが、これまでの行いが全て水の泡になる。つまり、ヤームの見た悪夢だったとされる。

## 登場人物
ヤーム
本作の主人公。グラーデスの少年。ダーセスを滅ぼす聖剣トレスを求めて旅立つ。

## 評価
マル勝ファミコン新作ソフト体温計では6、5、6、6の23点。レビュアーは城、町、フィールドが3Dダンジョン風なのは凄いとした上で一歩一歩マッピングして進まないと迷う、視界が正面のみで狭くてすぐそばにアイテムがあっても気付かないことがある、リアルタイムに進行するのは素早く進む必要があるためRPGとの相性が悪いのではないかと感じて3Dシステムについていくのは一苦労とした一方で、アイテム装備は着せ替え人形のようで楽しいとした。